# Martin Fillo
Martin Fillo (Planá, República Checa, 7 de febrero de 1986) es un futbolista checo. Juega de volante y su actual equipo es el Brentford FC de la Football League One de Inglaterra.

## Selección nacional
Ha sido internacional con la Selección de fútbol de la República Checa, ha jugado 3 partidos internacionales.

## Clubes
| Club              | País            | Año       |
| ----------------- | --------------- | --------- |
| FC Viktoria Plzeň | República Checa | 2004-2007 |
| Viking FK         | Noruega         | 2008-2010 |
| FC Viktoria Plzeň | República Checa | 2011-     |